# Ennstal-Classic

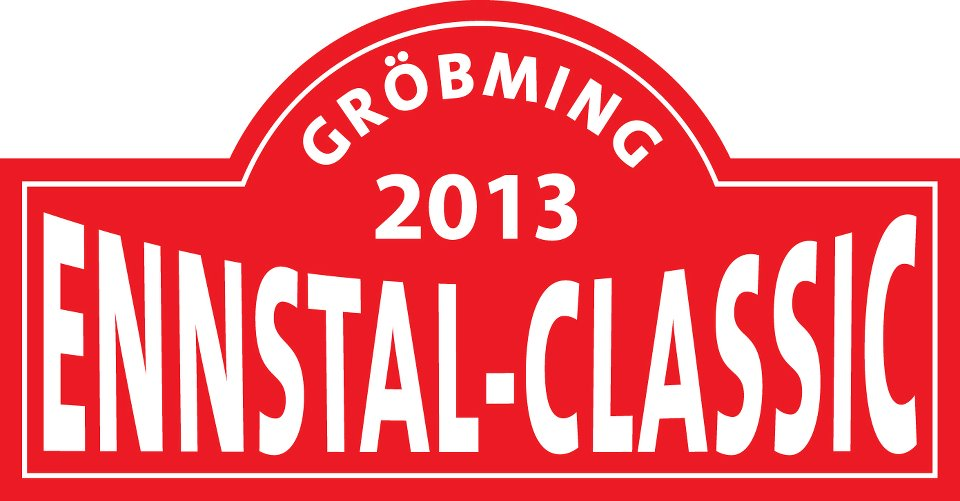
Ennstal-Classic Logo 2013

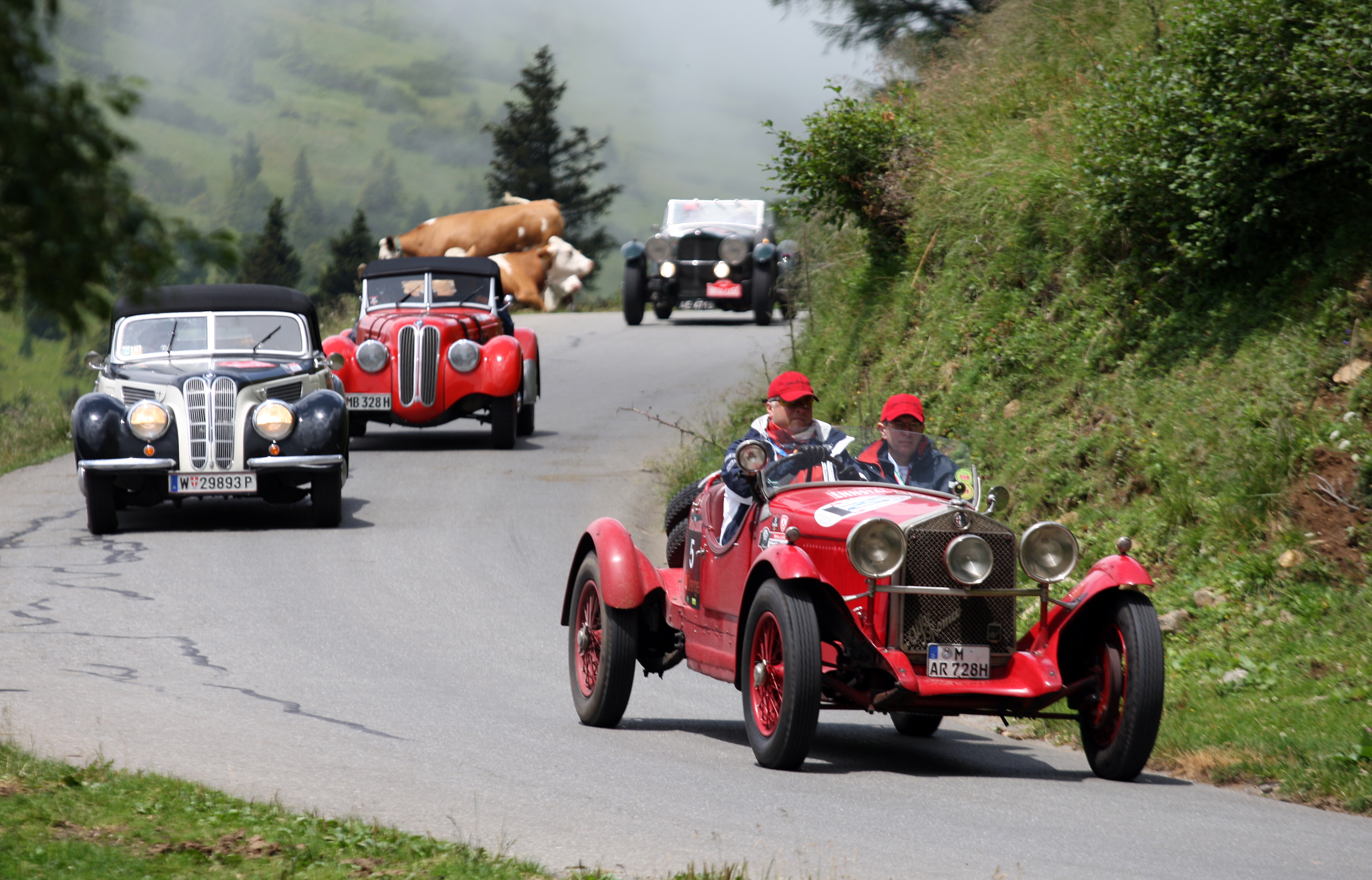
Motto: „Autofahren im letzten Paradies ...“ (2011)

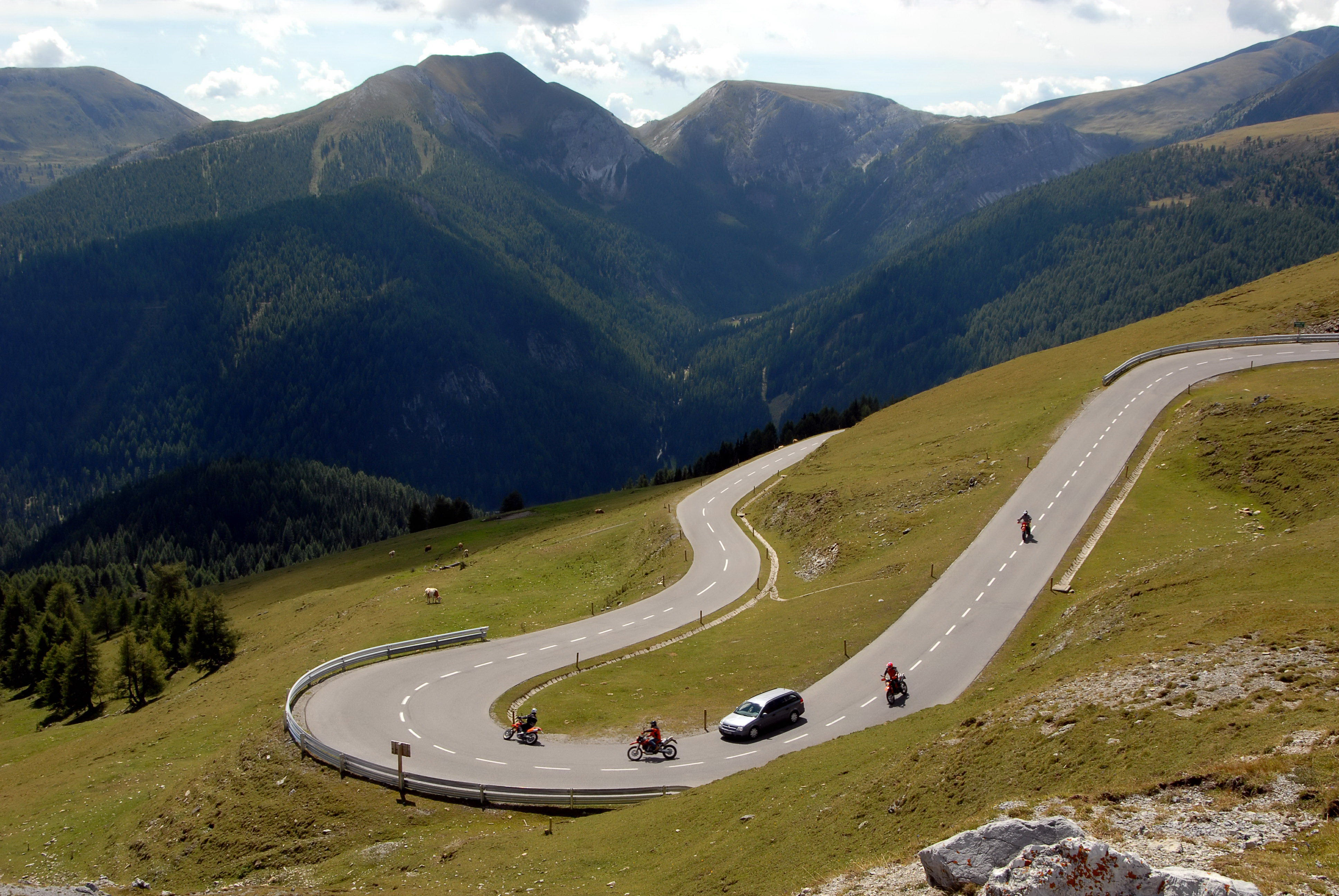
Panorama-Ausblick über die Bergwelt an der Nockalmstraße (2007)

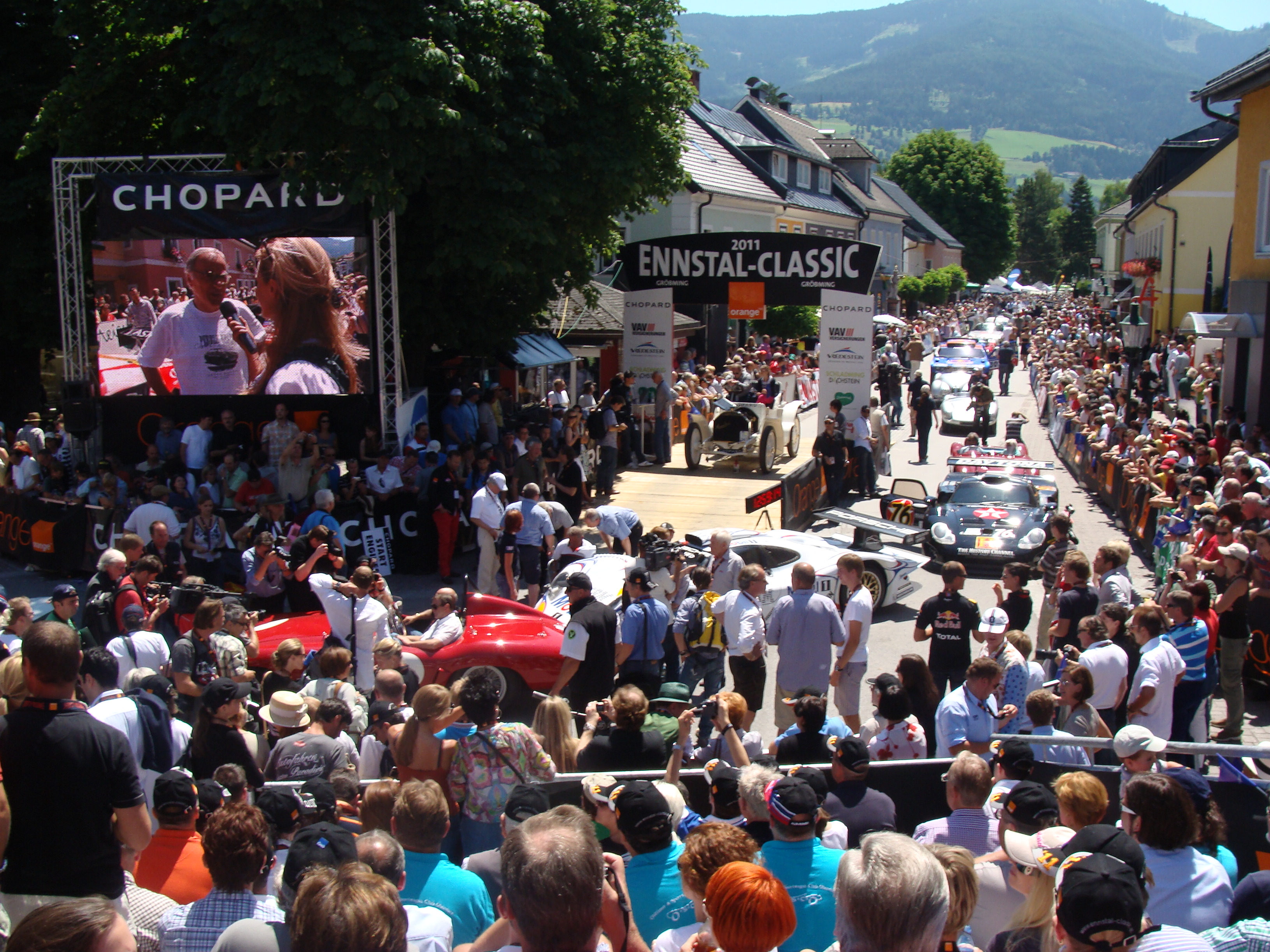
Ennstal-Classic Chopard-GP 2011

Die Ennstal-Classic ist eine der bekanntesten Oldtimer-Rallyes in Österreich und Europa für historische Automobile bis Baujahr 1972. Die seit 1993 bestehende Veranstaltung hat ihr Zentrum in Gröbming in der Steiermark.

## Geschichte
Gegründet wurde die Ennstal-Classic 1993 vom international bekannten österreichischen Motorsport-Journalisten Helmut Zwickl und Michael Glöckner unter dem Motto „Motorsport wie früher, Motorsport zum Anfassen“.
Am Start der ersten Ennstal-Classic standen 35 Oldtimer, pilotiert unter anderen von Karl Wendlinger, Dieter Quester, Red Bull Boss Dietrich Mateschitz und Österreichs erfolgreichstem Rallye-Piloten Franz Wittmann. Erster Sieger war der zweifache Rallye-Weltmeister Walter Röhrl auf seinem privaten Austin Healey.
1994, im zweiten Jahr der Ennstal-Classic, startete erstmals Stirling Moss mit Gattin Susie in Gröbming.
1996 wurde erstmals die „Alfred Neubauer-Trophäe“ für den Gesamtsieger vergeben, eine Auszeichnung, die der berühmte Rennleiter von Mercedes-Benz noch zu Lebzeiten persönlich an Rennfahrer John Surtees, Jim Clark, Jackie Stewart, Jochen Rindt und Niki Lauda verliehen hatte.
Im Jahr 2020 wurde die Ennstal-Classic aufgrund der weltweiten COVID-19-Pandemie abgesagt.
2021 fand sie statt. Die Route von Bad Ischl über die Postalm (Lienbachsattel) nach Schladming musste wegen vom Unwetter kurz davor weggebrochener Straße verlegt werden. Man fuhr dann über Hallstättersee und Pass Gschütt.

## Profil
Während des 3-Tage-Events im Sommer legen die Oldtimer ca. 900 Kilometer durch die Steiermark, Salzburg, Oberösterreich, Niederösterreich und Kärnten zurück. Die Route des Prologs (Donnerstag) und Marathons (Freitag) ändert sich jährlich. Fixpunkte sind die Panoramastraße Stoderzinken, am Hochplateau der Postalm entlang und das hochalpine Gebiet des Dachsteins und der Tauern (Sölkpass). Die Nockalmstraße und die Straße unter der Felsbarriere des Gesäuses sind weitere Elemente der Route, die das private Starterfeld befährt. 2022 führte die Route des Marathons erstmals über die Großglockner-Hochalpenstraße.
Höhepunkt bildet der alljährliche Grand Prix am Samstag in Gröbming mit über 20.000 Zuschauern, bei dem Rennfahrerlegenden mit historischen Rennautos eine Demonstration bestreiten.
Jährlich kommen Rennlegenden und Persönlichkeiten aus Sport und TV wie Sebastian Vettel, Nigel Mansell, Stirling Moss (†), Walter Röhrl, Gerhard Berger, Niki Lauda (†), Hans Herrmann, Emerson Fittipaldi, Jochen Mass, Mark Webber, Rowan Atkinson, Franz Klammer, Christian Clerici, Peter Kraus, Roland Düringer, Rudolf Roubinek, Robert Palfrader, Klaus Wildbolz, Tom Wlaschiha nach Gröbming.
Zitat des Veranstalters: „Auf den letzten verkehrsarmen Straßen der Alpenregionen finden die alten Motoren den Öldruck ihrer Jugend.“

## Zahlen und Fakten
Die Ennstal-Classic gehört mit über 100.000 Zusehern (Veranstalterangaben) zu den größten Motorsportveranstaltungen in Österreich, daher bildet das Event auch einen wichtigen Wirtschaftsfaktor für die Region. Mit über 20.000 Übernachtungen erwirtschaftet die Veranstaltung eine Umwegrentabilität von über 10 Mio. Euro.
Das Teilnehmerfeld ist auf 230 Oldtimer beschränkt und wird aus über 350 Anmeldungen ausgewählt.
49 verschiedene Automarken und Teilnehmer aus 18 Nationen starteten 2019 bei der Ennstal-Classic.

## Wertung
Die Teilnehmer müssen während der Sonderprüfungen exakt eine Durchschnittsgeschwindigkeit von 40 km/h oder 50 km/h erzielen. Gestoppt wird auf Hundertstel-Sekunden genau, Abweichungen werden mit Strafpunkten bewertet. 1 Sekunde Abweichung sind somit 100 Strafpunkte. Gewonnen hat jenes Team mit den wenigsten Strafpunkten am Ende der Rallye.

## Sieger
| Jahr | Fahrer              | Beifahrer             |
| ---- | ------------------- | --------------------- |
| 1993 | Walter Röhrl        | Monika Röhrl          |
| 1994 | Jutta Roschmann     | Nicole Neukunft       |
| 1995 | Paul Ernst Strähle  | Eberhard Mahle        |
| 1996 | Richard Kaan        | Michael Grill         |
| 1997 | Walter Röhrl        | Peter Falk            |
| 1998 | Rauno Aaltonen      | Michael Höll          |
| 1999 | Anton Pfaff         | Andreas Pfaff         |
| 2000 | Rudolf Schraml      | Heinz Schraml         |
| 2001 | Rudolf Schraml      | Heinz Schraml         |
| 2002 | Gerry Brandstetter  | Christian Hochfelsner |
| 2003 | Helmut Schramke     | Peter Umfahrer        |
| 2004 | Rudolf Schraml      | Helmut Artacker       |
| 2005 | Rudolf Schraml      | Helmut Artacker       |
| 2006 | Helmut Schramke     | Peter Umfahrer        |
| 2007 | Christian Baier     | Margot Baier          |
| 2008 | Pius Weckerle       | Harald Neger          |
| 2009 | Karsten Wohlenberg  | Monika Wohlenberg     |
| 2010 | Sebastian Klackl    | Gernot Kronberger     |
| 2011 | Alois Heidenbauer   | Birgit Heidenbauer    |
| 2012 | Helmut Schramke     | Peter Umfahrer        |
| 2013 | Werner Fessl        | Wolfgang Artacker     |
| 2014 | Reinhard Huemer     | Johann Watzinger      |
| 2015 | Friedrich Radinger  | Thomas Wagner         |
| 2016 | Friedrich Radinger  | Thomas Wagner         |
| 2017 | Alexander Deopito   | Florian Deopito       |
| 2018 | Alexander Deopito   | Florian Deopito       |
| 2019 | Friedrich Radinger  | Thomas Wagner         |
| 2020 | keine Veranstaltung |                       |
| 2021 | Friedrich Radinger  | Thomas Wagner         |
| 2023 | Helmut Schramke     | Peter Umfahrer        |

## Planai-Classic
Parallel dazu findet jährlich Anfang Jänner die Schwesterveranstaltung Planai-Classic statt. Dabei handelt es sich um eine Oldtimer-Rallye bei Schnee und Eis. Die Teilnehmer fahren dabei einen Prolog durch die Region Schladming-Dachstein von Gröbming über Schladming und zurück, sowie eine Bergprüfung (besteht aus zwei Durchgängen) auf der Planai.
| Jahr | Fahrer              | Beifahrer         |
| ---- | ------------------- | ----------------- |
| 2010 | Franz Brachinger    | Otmar Schlager    |
| 2011 | Pius Weckerle       | Werner Gassner    |
| 2012 | Karsten Wohlenberg  | Mike Höll         |
| 2013 | Pius Weckerle       | Otmar Schlager    |
| 2014 | Rauno Aaltonen      | Helmut Artacker   |
| 2015 | Günter Schwarzbauer | Erich Hemmelmayer |
| 2016 | Pius Weckerle       | Otmar Schlager    |
| 2017 | Pius Weckerle       | Otmar Schlager    |
| 2018 | Alexander Deopito   | Florian Deopito   |
| 2019 | Alexander Deopito   | Florian Deopito   |
| 2020 | Alexander Deopito   | Florian Deopito   |
| 2021 | keine Veranstaltung |                   |
| 2022 | Alexander Deopito   | Florian Deopito   |